# Michigan City (Indiana)
Michigan City város az Amerikai Egyesült Államok Indiana államában, LaPorte megyében, melynek legnagyobb települése. A Michigan-tó partja mentén található. Chicagótól mintegy 80 km-re (50 mérföldre) keletre, South Bendtől pedig 64 km-re (40 mérföldre) nyugatra fekszik. Lakossága 31 479 fő (2010).

## Népesség
A település népességének változása:

| 2010 | 31 479 |
| 2020 | 32 075 |